# NGC 2162
NGC 2162 је расејано звездано јато у сазвежђу Златна риба које се налази на NGC листи објеката дубоког неба.
Деклинација објекта је - 63° 43' 20" а ректасцензија 6h 0m 30,4s. Привидна величина (магнитуда) објекта NGC 2162 износи 13,0. NGC 2162 је још познат и под ознакама ESO 86-SC47.